# 거제역
거제역(Geoje station, 巨堤驛)은 부산광역시 연제구 거제동 남문구네거리에 있는 동해선과 부산 도시철도 3호선의 전철역이며 환승역이다. 3호선 측 부역명은 법원·검찰청(法院·檢察廳)으로 역 인근에 부산고등법원과 부산고등검찰청, 부산지방법원과 부산지방검찰청 등을 비롯하여 법조 기관이 밀집된 거제리 법조타운이 있다. 동해선 측 역의 역명은 원래 남문구역이었으나, 부산 도시철도 3호선 역과의 환승시 역명 혼선 방지를 위하여 현재의 역명으로 변경되었다. 경상남도 거제시에 있는 역이 아니므로 혼동에 주의하여야 하며, 부산광역시 연제구 거제동에 있어서 지어진 역명이다.

## 동해선
2면 2선의 상대식 승강장을 갖추고 있으며, 횡단은 안 된다.
9번과 10번 출구가 동해선 측 출구며, 주변 지대 차이로 인해 9번과 10번 출구는 소재하는 층이 다르다.

### 동해선 승강장
현재 스크린도어가 설치되어 있다.
| ↑ 거제해맞이 |
| \| ２        |
| 교대 ↓       |

| 1 | ● 동해선 광역전철 | 거제해맞이 · 부전 방면                      |
| 2 | ● 동해선 광역전철 | 교대 · 센텀 · 신해운대 · 일광 · 태화강 방면 |

### 역사
- 1989년 8월 16일 : 임시승강장 등급으로 동해남부선 남문구역(南門口驛) 영업 개시[4]
- 2010년 상반기 : 구내 선로 개량, 기존 승강장의 남서쪽에 가설한 새로운 승강장으로 열차 운행을 변경함.
- 2011년 10월 5일 : 여객 취급 중지
- 2014년 11월 5일 : 부전 ~ 재송 구간 운행선을 개량선으로 변경
- 2016년 12월 30일 : 동해본선으로 편입, 부산진 기점 7.9 km로 이전, 거제역으로 역명 변경 및 무배치간이역으로 격상,[5] 광역철도 개통과 함께 무배치간이역으로 승격 및 전철역으로 사용개시.[6]
- 2017년 7월 1일 : 동해본선 ~ 부산 도시철도 3호선 간 환승통로 개통

## 부산 도시철도 3호선
두 노선 모두 2면 2선의 상대식 승강장을 갖추고 있으며, 스크린도어가 설치되었다. 동해선과의 환승을 고려하여 승강장을 크게 설계하였다.

### 3호선 승강장
| 연산 ↑       |
| \| 상        |
| ↓ 종합운동장 |

| 상행 | ● 부산 도시철도 3호선 | 연산 · 수영 방면        |
| 하행 | ● 부산 도시철도 3호선 | 미남 · 덕천 · 대저 방면 |

### 역사
- 2005년 11월 28일 : 부산 도시철도 3호선 개통과 함께 영업 개시

## 역 주변
| 나가는 곳 | 방면                                                                  |
| --------- | --------------------------------------------------------------------- |
| 1         | 연산5동 행정복지센터 연산교차로방면                                   |
| 2         | 연산교차로 교대삼거리                                                 |
| 3         | 거제3동 행정복지센터 국립농산물품질관리원 한국자산관리공사 거제지구대 |
| 4         | 롯데제과 부산지점 교대앞삼거리                                        |
| 5         | 거제2동 행정복지센터                                                  |
| 6         | 부산고등법원 부산지방법원 부산고등검찰청 부산지방검찰청 부산교육대    |
| 7         | 부산종합운동장                                                        |
| 8         | 부산고등법원 부산지방법원 부산고등검찰청 부산지방검찰청               |
| 9         | 남문구사거리 교대사거리                                               |
| 10        | 부산고등법원 부산고등검찰청 거제1동 행정복지센터 주차장               |

## 승차량 변동
| 역 노선 | 역 노선 | 승차 인원 | 승차 인원 | 승차 인원 | 승차 인원 | 승차 인원 | 승차 인원 | 승차 인원 | 승차 인원 | 승차 인원 | 승차 인원 | 승차 인원 | 승차 인원 | 승차 인원 | 승차 인원 | 승차 인원 | 승차 인원 | 승차 인원 | 승차 인원 | 승차 인원 | 주 석 |
| 역 노선 | 역 노선 | 2005년    | 2006년    | 2007년    | 2008년    | 2009년    | 2010년    | 2011년    | 2012년    | 2013년    | 2014년    | 2015년    | 2016년    | 2017년    | 2018년    | 2019년    | 2020년    | 2021년    | 2022년    | 2023년    | 주 석 |
| ------- | ------- | --------- | --------- | --------- | --------- | --------- | --------- | --------- | --------- | --------- | --------- | --------- | --------- | --------- | --------- | --------- | --------- | --------- | --------- | --------- | ----- |
| 3호선   | 승차    | 2,412     | 3,031     | 3,138     | 3,470     | 3,831     | 4,217     | 4,634     | 4,665     | 4,750     | 4,896     |           |           |           |           |           |           |           | 5,410     |           | [ 7 ] |
| 3호선   | 하차    |           |           |           |           |           |           |           |           |           |           |           |           |           |           |           |           |           | 5,377     |           | [ 7 ] |
| 동해선  | 승차    | 미개통    | 미개통    | 미개통    | 미개통    | 미개통    | 미개통    | 미개통    | 미개통    | 미개통    | 미개통    | 미개통    | 882       | 1,344     | 1,503     | 1,604     | 1,409     | 1,613     | 2,040     | 2,113     | [ 8 ] |
| 동해선  | 하차    | 미개통    | 미개통    | 미개통    | 미개통    | 미개통    | 미개통    | 미개통    | 미개통    | 미개통    | 미개통    | 미개통    | 933       | 1,414     | 1,578     | 1,671     | 1,453     | 1,649     | 2,074     | 2,155     | [ 8 ] |

## 사진

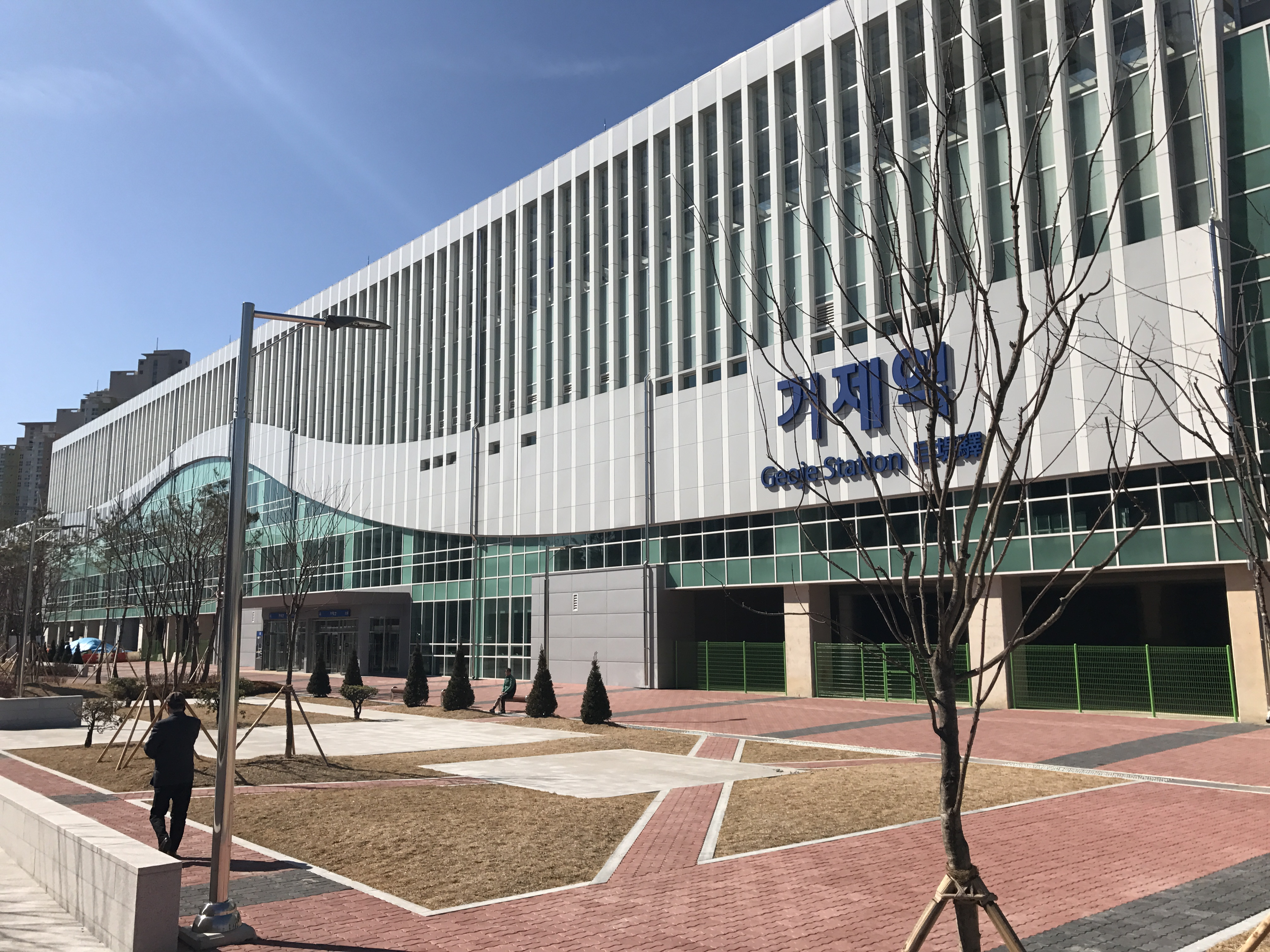
동해선 역사
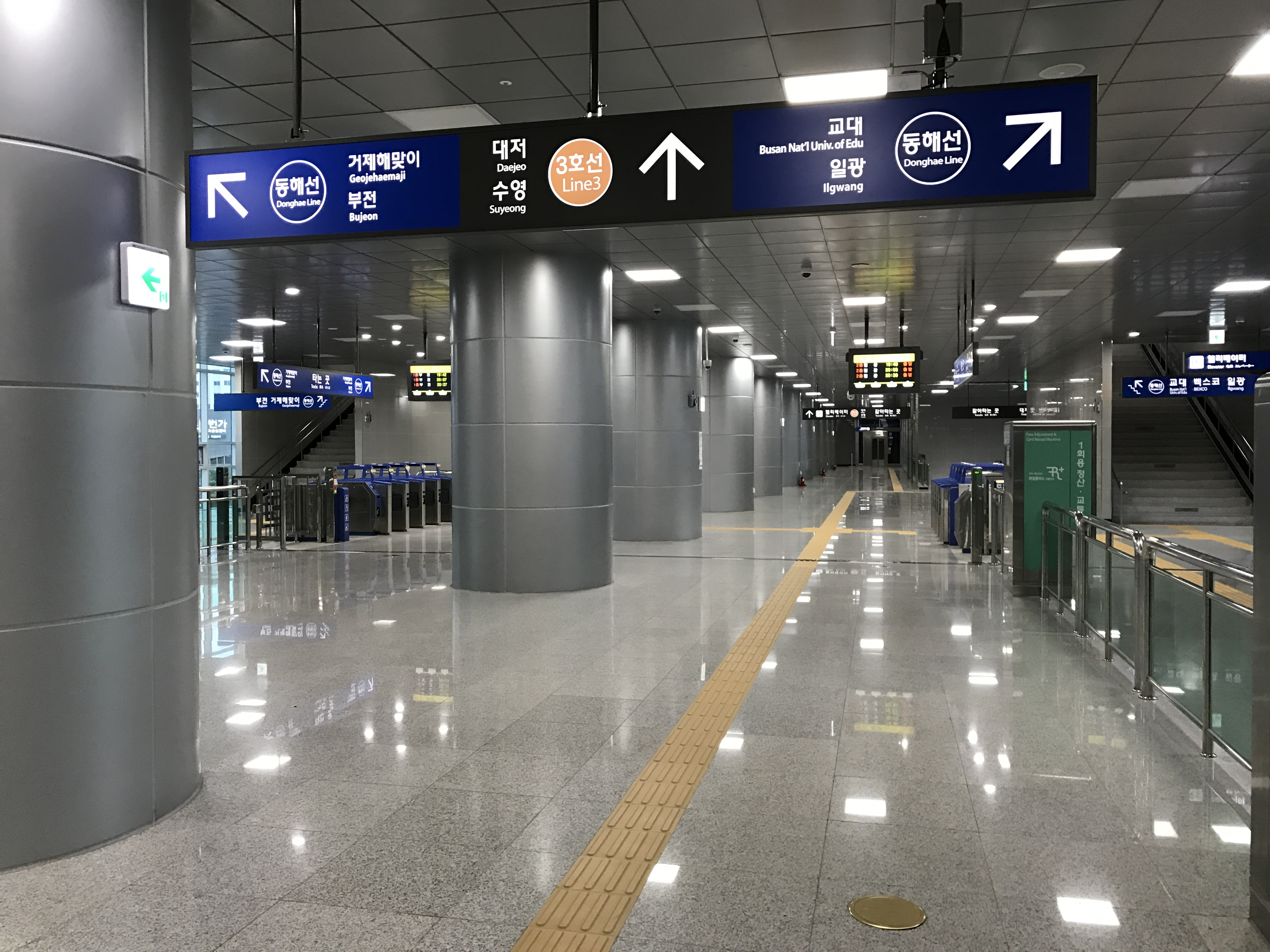
동해선 거제역 내부
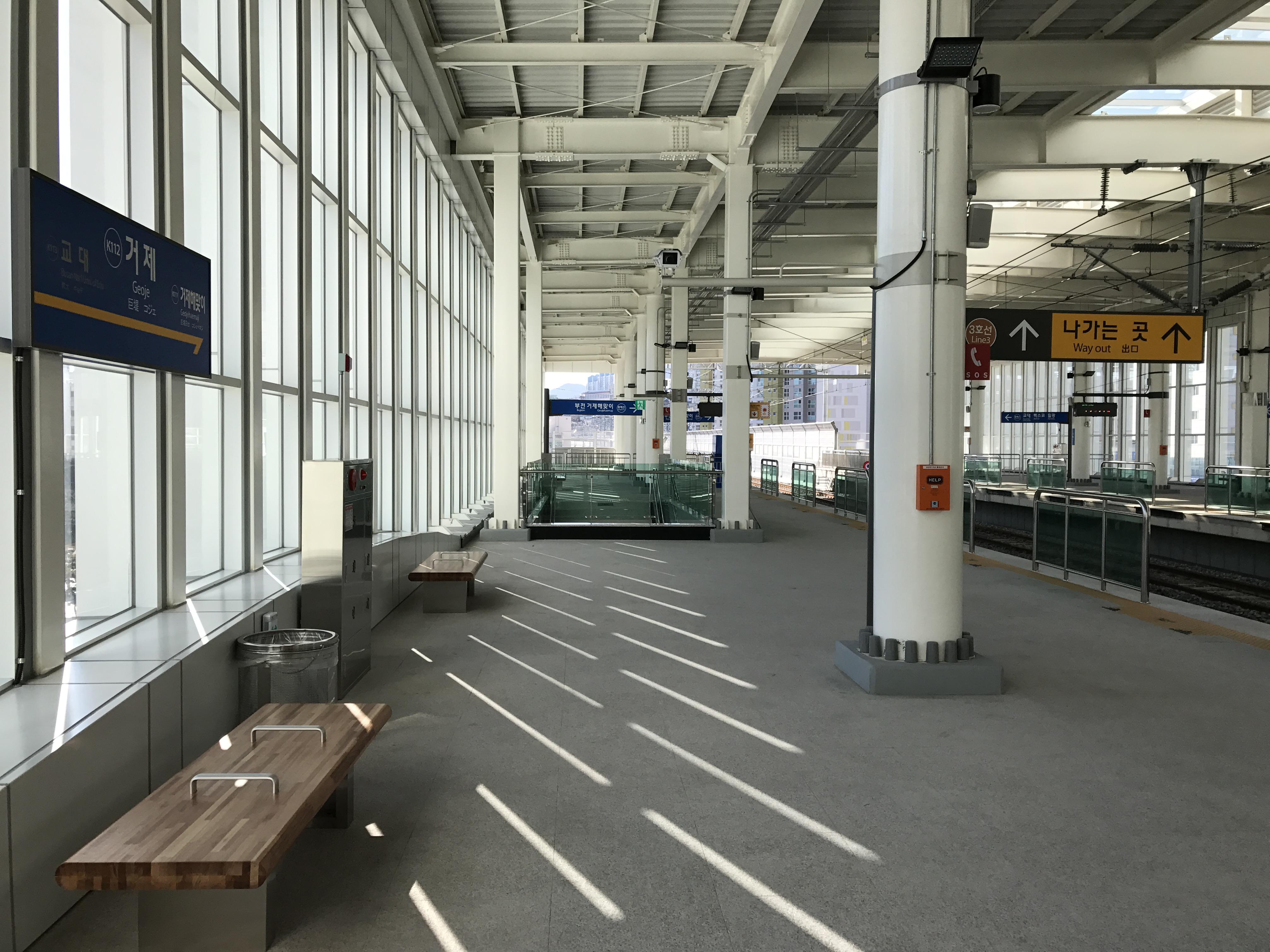
동해선 거제역 승강장 (스크린도어 설치 전)
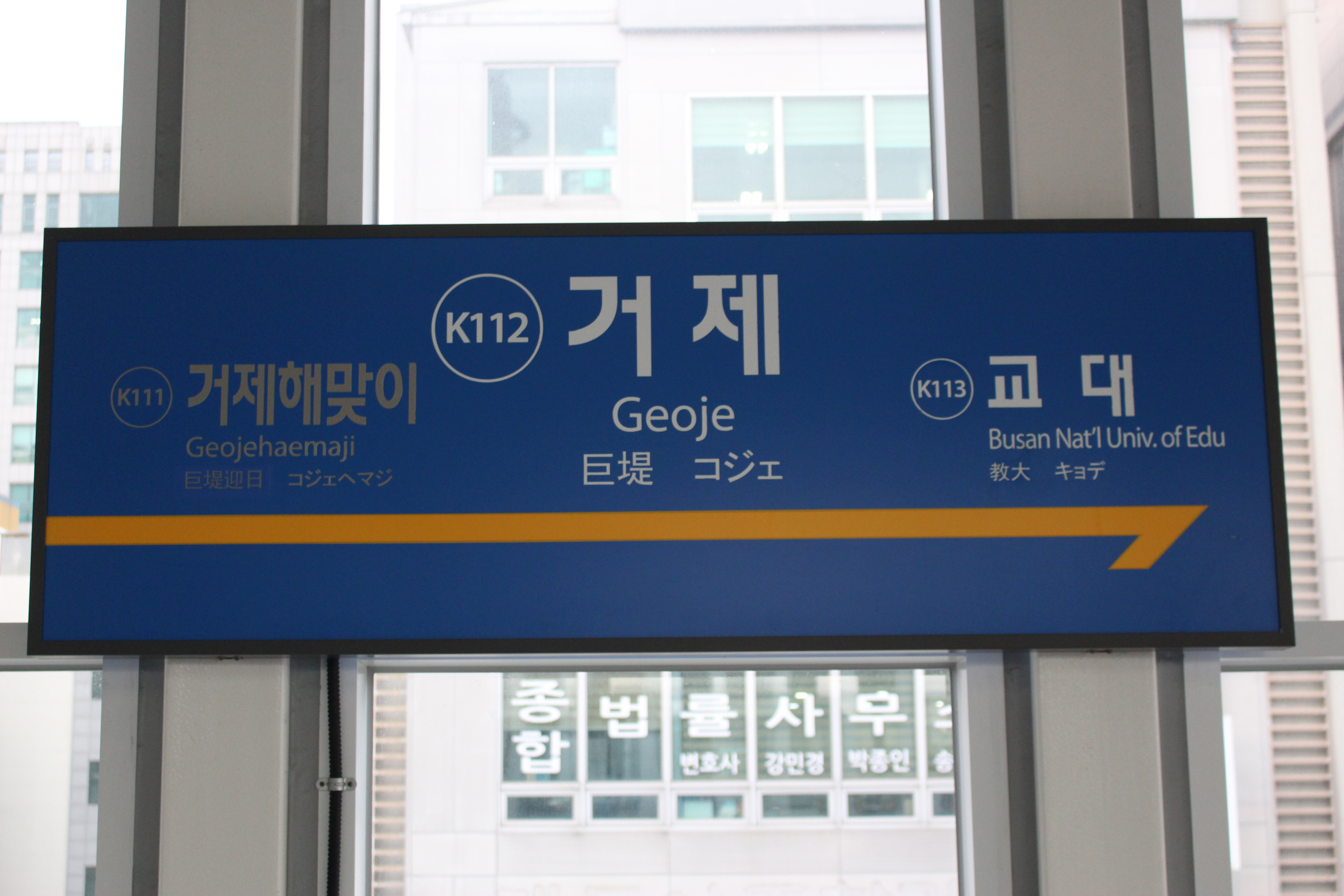
동해선 역명판
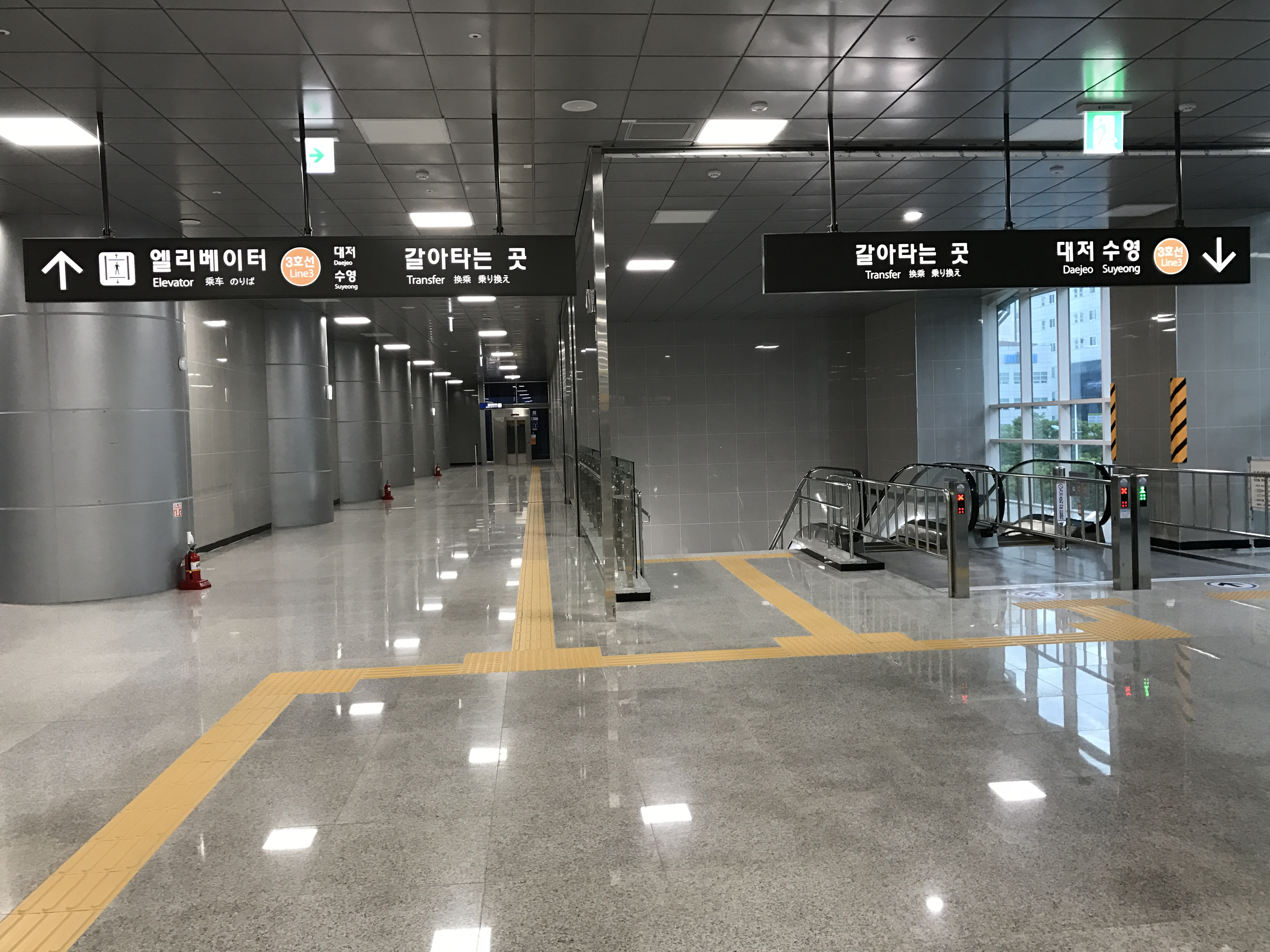
거제역 환승통로(동해선 측)
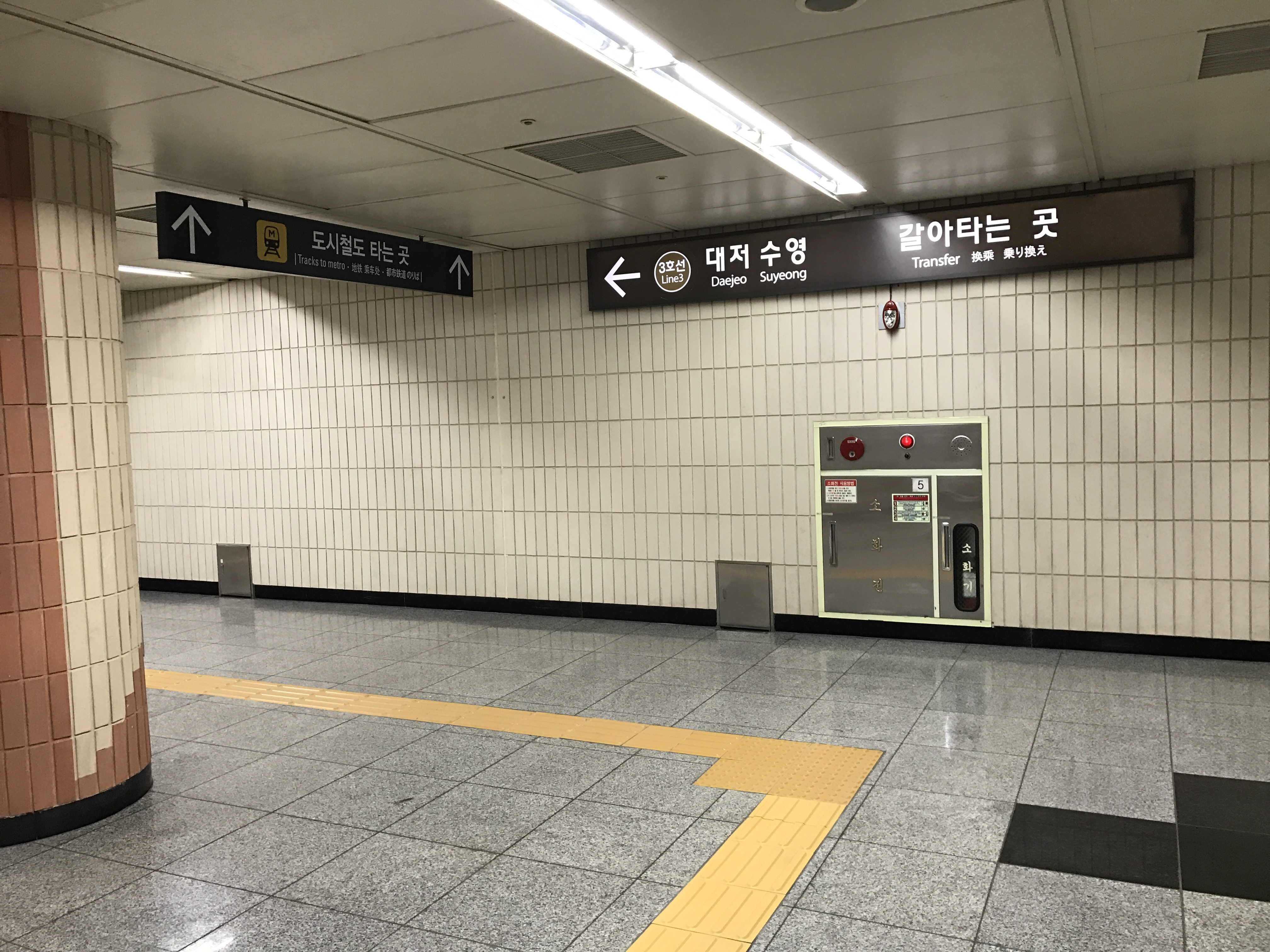
거제역 환승통로(부산 도시철도 3호선 측)
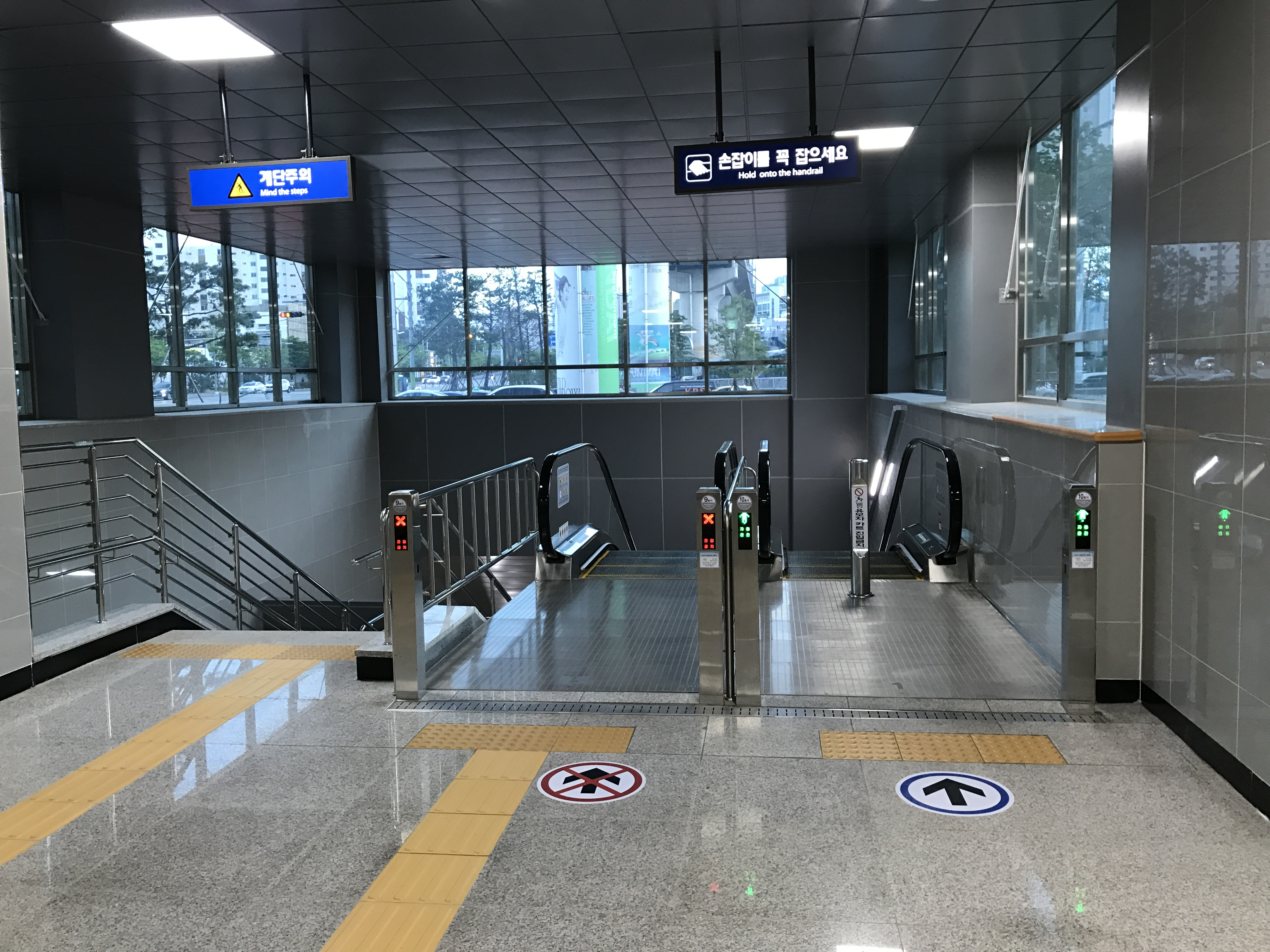
환승통로 에스컬레이터
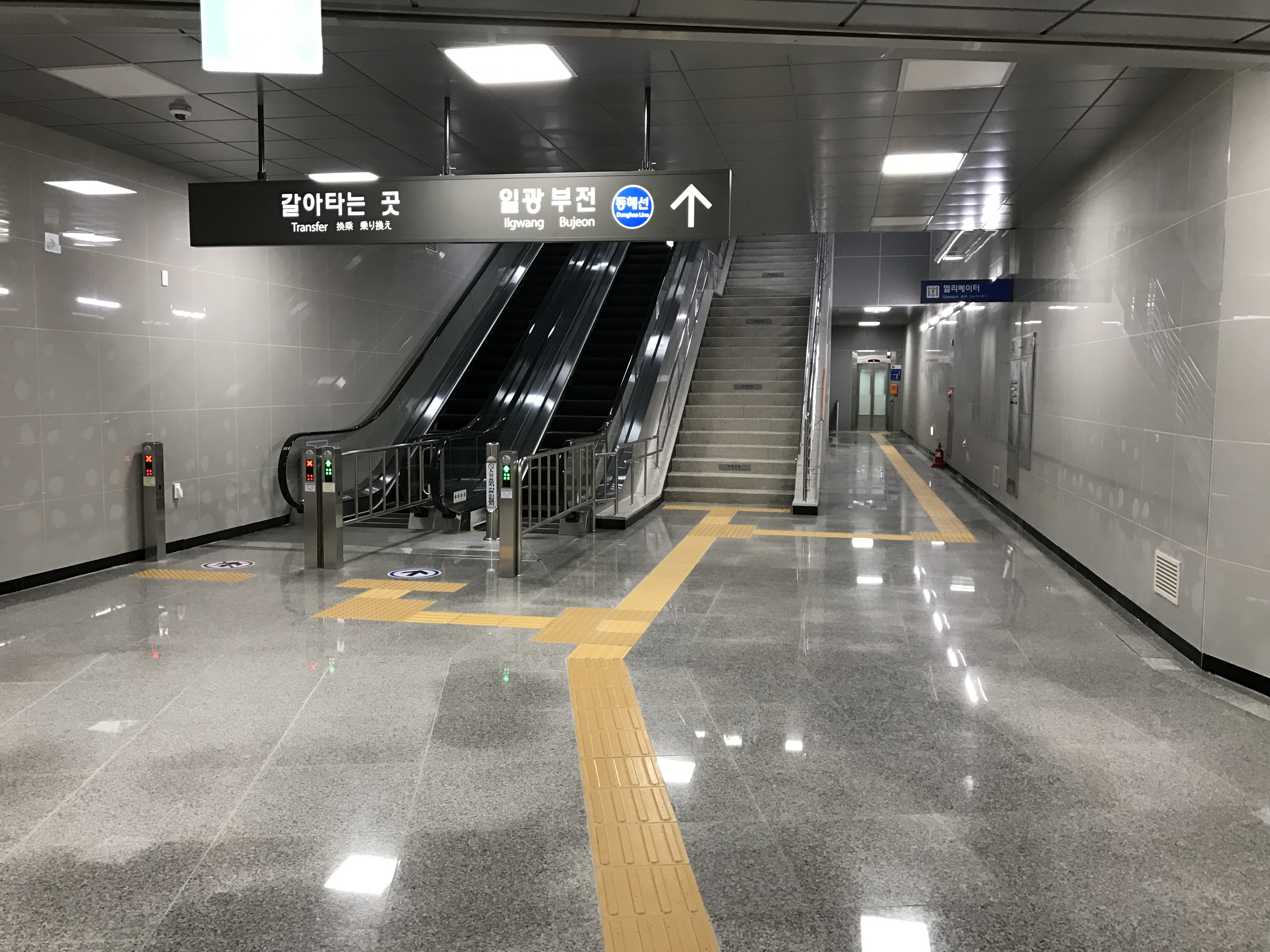
환승통로 에스컬레이터(2)
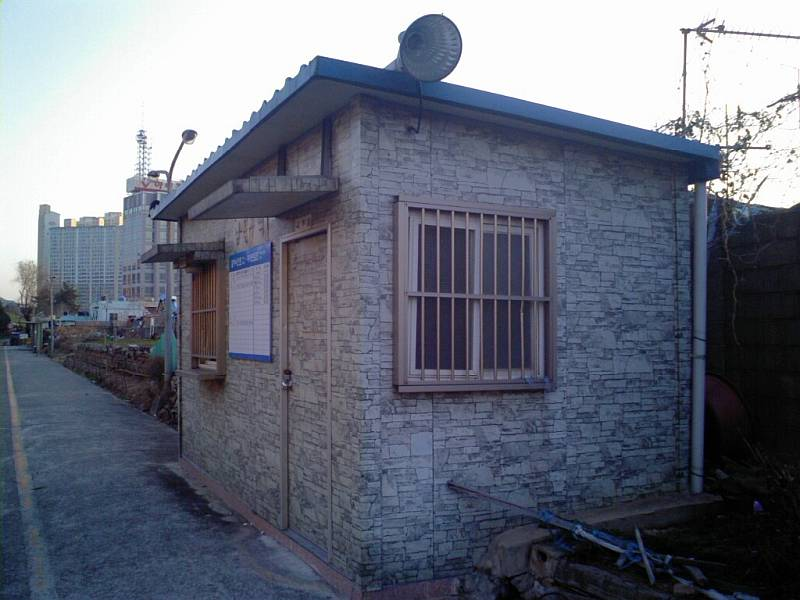
옛 남문구역 역사
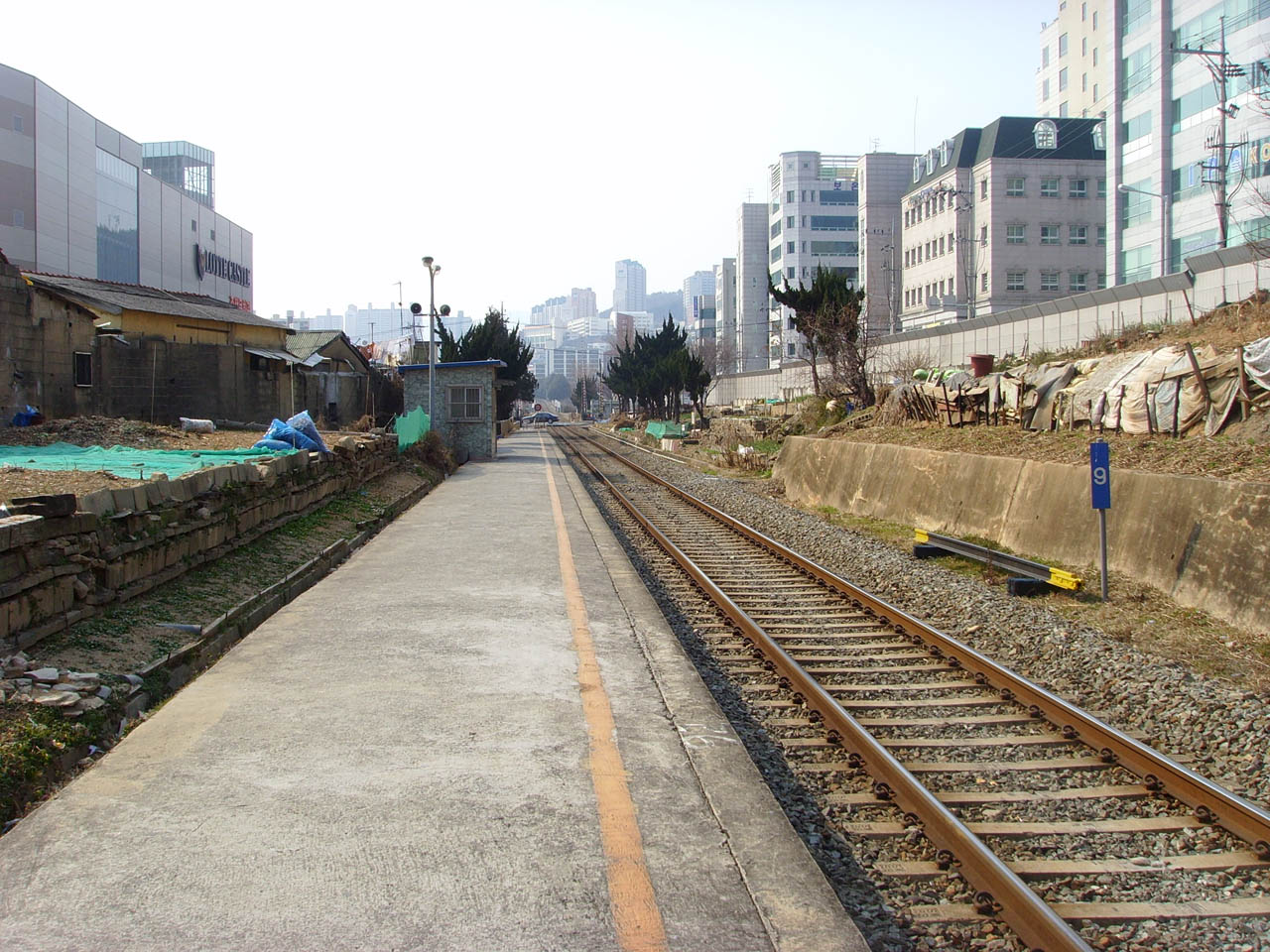
옛 남문구역 승강장
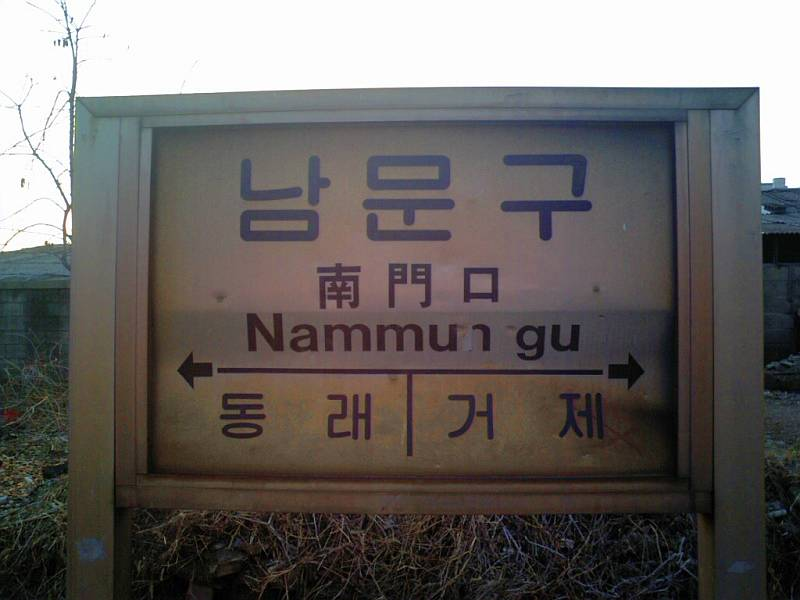
옛 남문구역 역명판
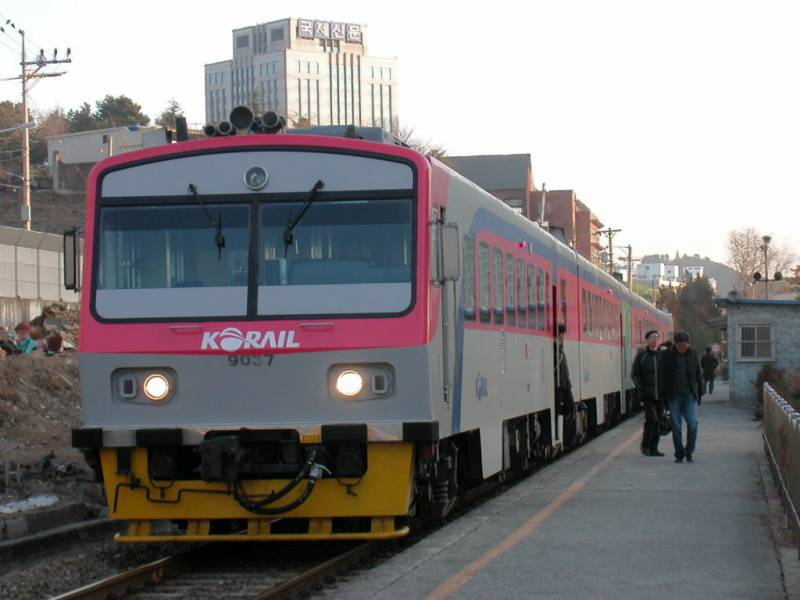
옛 남문구역 승강장에 정차 중인 열차
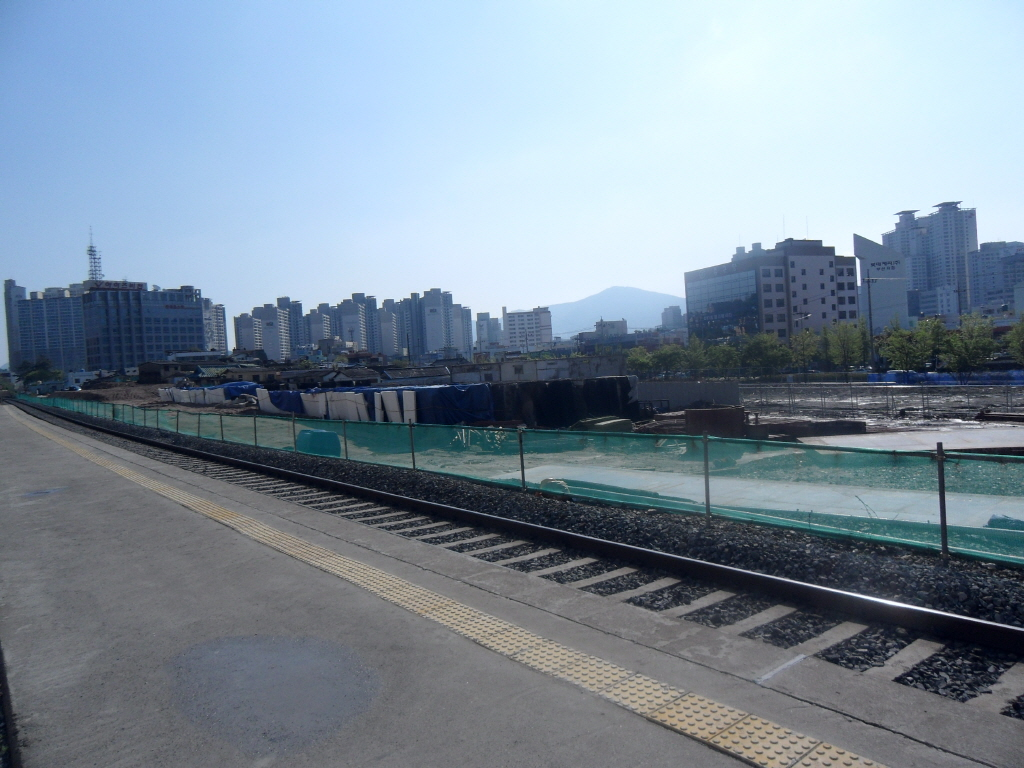
임시 승강장에서 바라본 옛 승강장 터
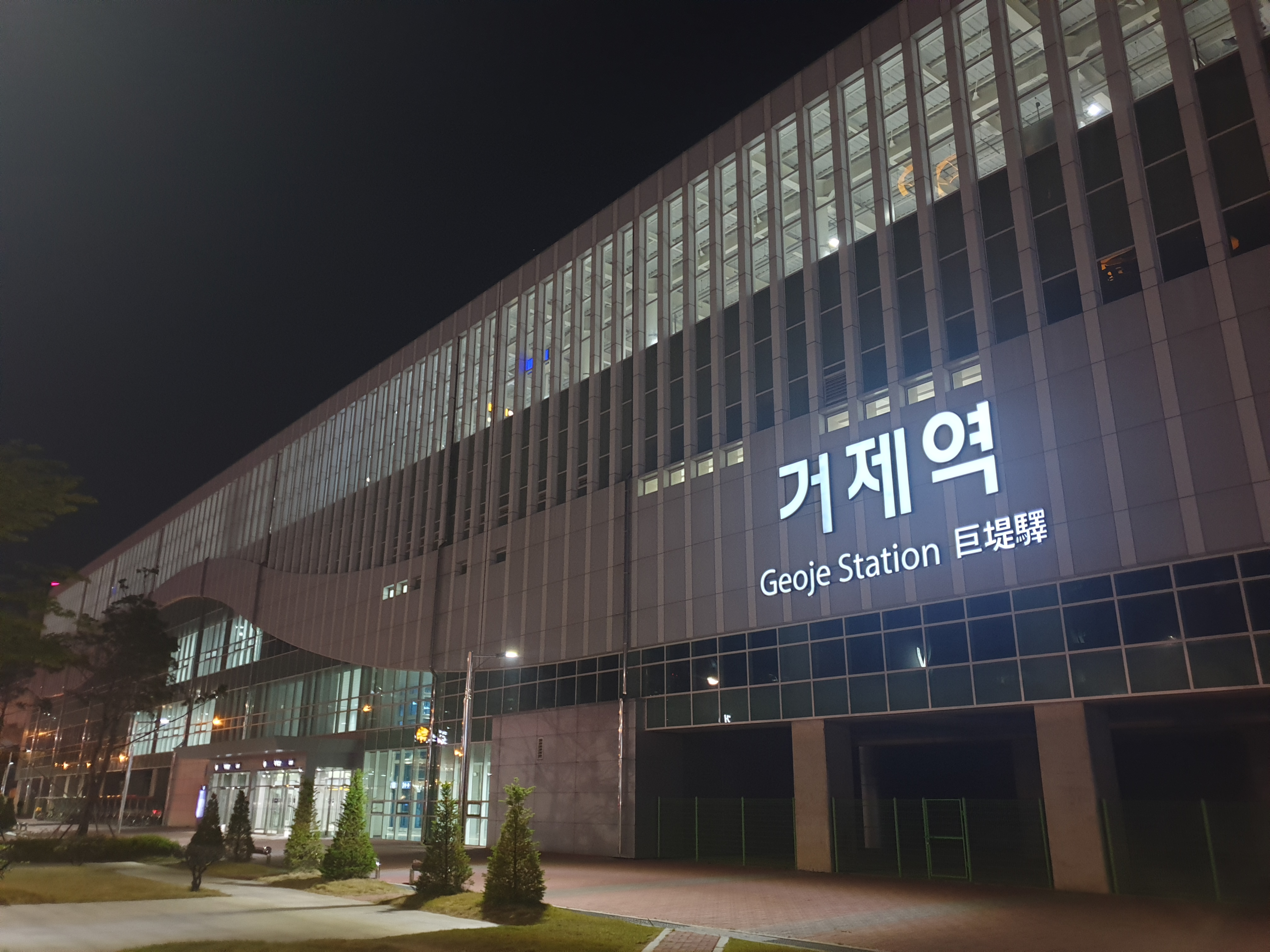
2019년 5월 거제

## 인접한 역
| 부산 도시철도 3호선              | 부산 도시철도 3호선   | 부산 도시철도 3호선      |
| -------------------------------- | --------------------- | ------------------------ |
| 305 연산 수영 방면               | ● 부산 도시철도 3호선 | 307 종합운동장 대저 방면 |
| 동해선                           |                       |                          |
| K111 거제해맞이 부전 (지상) 방면 | ● 동해선 광역전철     | K113 교대 태화강 방면    |